# Adam Wirtemberski
Adam Karol Wilhelm Stanisław Eugeniusz Paweł Ludwik Wirtemberski (ur. 16 stycznia 1792 w Puławach, zm. 27 lipca 1847 w Langenschwalbach) – generał brygady Królestwa Polskiego, generał porucznik w Lejb-Gwardyjskim Pułku Huzarów Jego Wysokości i generał adiutant Mikołaja I. Odszedł ze służby w 1840 i wyjechał do Niemiec.
Syn Ludwika Wirtemberskiego i Marii Czartoryskiej. Wychowany przez ojca na „polakożercę”, zabrany matce, twórczyni romantycznych Puław, po rozwodzie w 1793, gdy nie chciała mieć męża-zdrajcy ojczyzny.
Dowódca II brygady Ułanów Królestwa Kongresowego. W czasie powstania listopadowego dowodził wojskami rosyjskimi. Ostrzelał z armat pałac w Puławach, wypędzając matkę i babkę Izabelę Czartoryską z Flemingów i na osobisty rozkaz cara spakował 40 tys. tomów biblioteki puławskiej, wysyłając ją do Petersburga. Część zbiorów odbił oddział Piotra Langowskiego. Po upadku powstania listopadowego, za wierność Rosji, otrzymał część majątku matki m.in. dobra pilickie.

## Odznaczenia
- Krzyż Wielki Orderu Korony (Wirtembergia)[3]
- Order Fryderyka (Wirtembergia)[3]
- Komandor Orderu Zasługi Wojskowej (Wirtembergia)[4][3]
- Order Orła Złotego (Wirtembergia)[4]
- Złoty Medal Zasługi (1 lutego 1814, Wirtembergia)[5]
- Złoty Medal Zasługi (25 marca 1814, Wirtembergia)[5]
- Odznaka Honorowa za Służbę Wojskową I klasy (1815, Wirtembergia)[5]
- Złoty Pałasz (Wirtembergia)[5]
- Oficer Orderu Legii Honorowej (Francja)[4]
- Krzyż Komandorski Orderu Leopolda (Austria)[6]
- Order Wojskowy Pour le Mérite (1816, Prusy)[7]
- Order św. Aleksandra Newskiego (Rosja)[3]
- Order św. Anny I klasy z brylantami (1821, Rosja)[8]
- Order św. Anny I klasy (Rosja)[3]
- Order św. Włodzimierza II klasy (Rosja)[3]
- Order św. Jerzego III[3] i IV klasy (Rosja)[5]
- Złota szabla „Za dzielność” (1831, Rosja)[9]
- Polski Znak Honorowy II klasy (1831, Rosja)[9]
- Order Orła Białego (1829, Polska)[3][10]
- Order Ernestyński (1835, Saksonia-Meningen)[11]
- Order Wierności (1837, Badenia)[12]
- Krzyż Wielki Orderu Lwa Zeryngeńskiego (1837, Badenia)[12]